# Geographische Schulkartographie

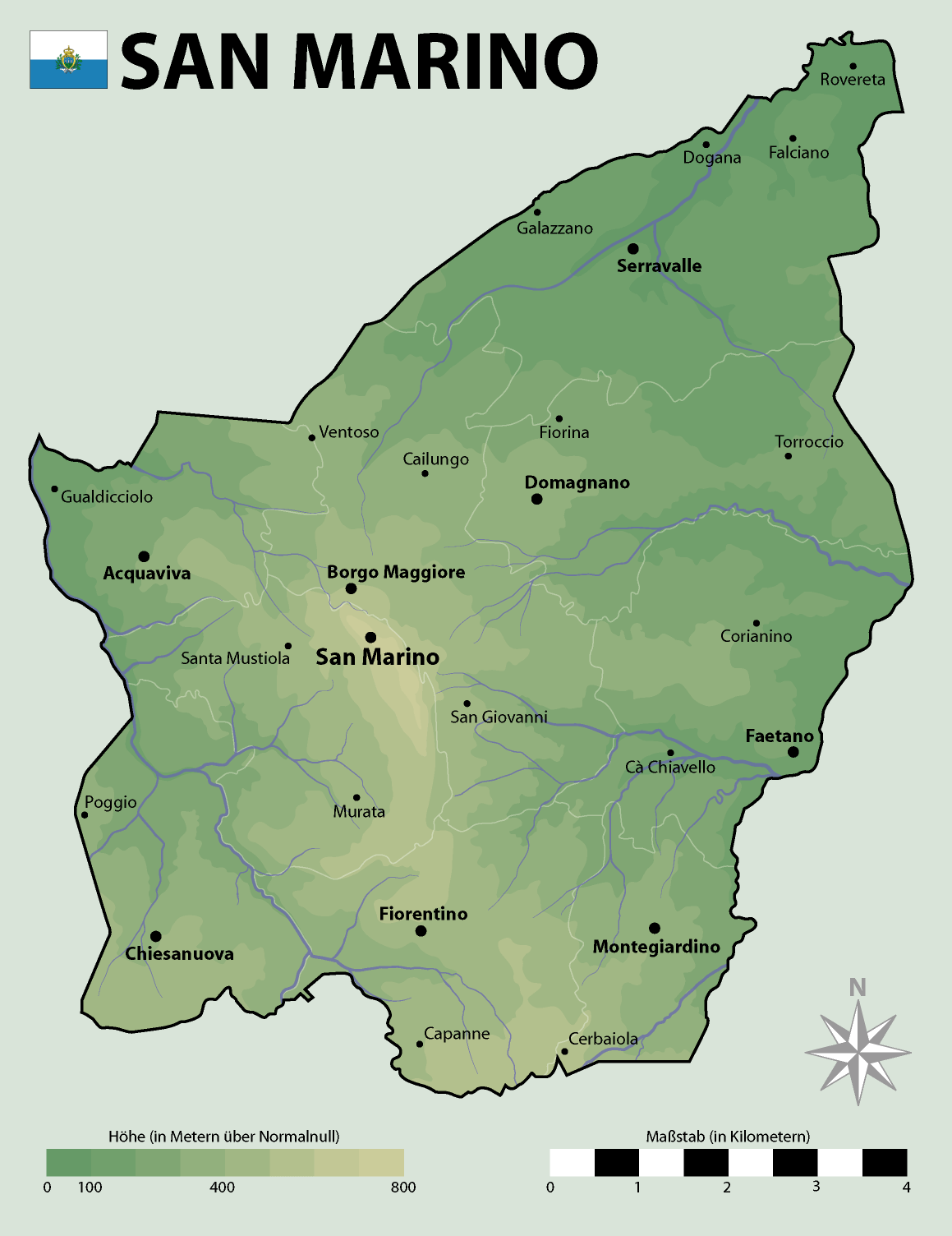
Geographie von San Marino

Die Geographische Schulkartographie repräsentiert jenen Teilzweig der Schulkartographie, dessen Hauptaufgaben die konzeptionelle und redaktionelle Entwicklung lehrplan- und altersgemäßer kartographischer Medien für den Geographieunterricht (Mittel- und Oberstufe) und für den Sachkundeunterricht (Unterstufe) sowie die Erarbeitung von Interpretationsmaterial und Praxishilfen zur Fähigkeitsentwicklung in der Kartennutzung für Lehrer und Schüler bilden.
Diese fachübergreifende schulkartographische Teildisziplin entwickelte sich während der 1970er und 1980er Jahre in der DDR aus dem geographiemethodischen Bereich der Schulkartographie. Durch zunehmend intensive Kooperation zwischen Institutionen der Verlagskartografie und der Volksbildung sowie durch enge Verflechtung von Methodiken des Geographie- und des Heimatkundeunterrichts, von Geographie und Kartographie formierte sich dieser schulkartographische Bereich zu einem interdisziplinären Wissenschaftszweig mit eindeutiger Elementar- und Funktionalstruktur und mit klar umrissenem Forschungsfeld, zu einer Teildisziplin der Theoretischen Kartographie mit pädagogischer Praxisbezogenheit und -wirksamkeit. Ihre wissenschaftsdisziplinäre Stellung sowie ihre strukturelle Gliederung wurden öffentlich erstmals auf dem IV. Geographenkongress der DDR 1985 in Gotha/Thüringen definiert und vorgestellt.
Die Ziel- und Zweckgebundenheit der Schulkartographie an die pädagogische Praxis bedingte, dass die Geographische Schulkartographie mit ihrem Aktionsfeld überwiegend ein integrativer Bestandteil der Methodik des Geographieunterrichts wurde. Sie konsolidierte sich vor allem im Schoße ihres speziellen Anwendungsfeldes zu einer weitgehend eigenständigen schulkartografischen Teildisziplin, zu einer „speziellen Kartographie“.
Als Forschungszentrum der Geografischen Schulkartografie etablierte sich der Wissenschaftsbereich Methodik des Geografieunterrichts an der Pädagogischen Hochschule in Potsdam, ergänzt durch Teiluntersuchungen der gleichnamigen Wissenschaftsbereiche an der Universität Halle und der Pädagogischen Hochschule Dresden. Enge Arbeitskontakte, besonders bei den von der Akademie der Pädagogischen Wissenschaften (APW) in Berlin zentral koordinierten Entwicklungsarbeiten, bestanden zum VEB Hermann Haack Gotha und zum VEB Kartografischer Dienst Potsdam.
Die wissenschaftliche Grundstruktur der Geografischen Schulkartografie blieb auch nach 1990 trotz Umprofilierungen im Wesentlichen erhalten, wenn auch der Aktionsraum heute (2009) umfangreicher und vielfältiger geworden ist, insbesondere auch durch die forcierte Entwicklung fachübergreifender kartografischer Unterrichtsmittel. Ihre wissenschaftliche Heimat ist heute in der Deutschen Gesellschaft für Kartographie (DGfK), aber der Inhalt ist didaktisch-kartografisch orientiert.
In der „Digitalen Neuzeit“ wird die Kartografie als eine Geowissenschaft mit hoher gesellschaftlicher Bedeutung aufgefasst. „Die Kartographie muss sich zur Führungsposition einer raumbezogenen Kommunikationsdisziplin bekennen und diese Rolle in den Geowissenschaften weiter ausbauen“ (Kappas 2006, S. 238).
Damit werden in der nächsten Zukunft auch den Geografielehrer der allgemeinbildenden Schulen forciert gezielte Aufgaben in der Kartenarbeit erwarten, ergänzt durch Aktivitäten der Kartennutzung im Sachkundeunterricht und im Fach Geschichte.